# Mangifera minutifolia
Mangifera minutifolia är en sumakväxtart som beskrevs av Evrard. Mangifera minutifolia ingår i släktet Mangifera och familjen sumakväxter. Inga underarter finns listade i Catalogue of Life.